# سلطنة مغول الهند
سلطنة مغول الهند (بالأردية: مغلیہ سلطنت؛ وبالفارسية: گورکانیان) إمبراطورية إسلامية أسسها ظهير الدين بابر، واستمرت قائمة لما يقرب من 300 سنة، وبالتحديد 1526 حتى 1858 مـ. يحكمها سلالة مغولية وتركية جغتائية وحكمت هذه السلالة أجزاء كبيرة من شبه القارة الهندية.
كانت بداية سلطنة مغول الهند عندما انتصر السُلطان المسلم ظهير الدين بابر على إبراهيم لودي سلطان دلهي في معركة بانيبات الأولى. سلاطين مغول الهند هم مغول أتراك من آسيا الوسطى، وهذه السلالة تنتسب إلى جنكيز خان (من ابنه: جغتاي خان) وتيمورلنك.
بلغت الدولة ذروة مجدها وقوتها مع صعود جلال الدين أكبر للعرش، وتمتعت الهند تحت حكم أكبر وابنه جهانكير بتقدم اقتصاد البلاد والتعايش الديني، واهتم الحكام بالأديان المحلية والتقاليد الثقافية، وامتدت أراضيها لتشمل أنحاء واسعة من شبه قارة الهند.

## أسماء الإمبراطورية المغولية
أطلق معاصرو بابور على الإمبراطورية التي أنشأها بابور اسم الإمبراطورية التيمورية، وهو مصطلح يستخدمه المغول أنفسهم أيضًا. اسم آخر لإمبراطورية المغول هو هندوستان، وهو مسجل في عين أكبري ويقال إنه الأقرب إلى الاسم الرسمي للإمبراطورية. تشير الوثائق الإدارية المغولية إلى هذه الإمبراطورية باسم بلادِ هندوستان أو بلاد الهندوستان و ولايتِ هندوستان أو ولایة الهندوستان. استخدم الغربيون كلمة مغول أو موغل للإشارة إلى إمبراطور وإمبراطورية كبيرة. قام الإمبراطور الأخير بهادور شاه ظفر بنفسه بتعيين إمبراطوريته على أنها هندوستان في هندوستاني. كلمة مغول أو موغل مشتقة من الفساد العربي والفارسي للمغول، على الرغم من أن أسلاف بابور كانوا أكثر تأثراً بالثقافة الفارسية من المغول. وبغض النظر عن هذا، فقد كانت هذه الإمبراطورية تسمى في اللغة العربية سلطنة الهندية، وهو ما يدل على ذلك اللقب الملكي أورنجزيب.

## التاريخ

### الصراع مع الصوريين
ينحدر مؤسس السلالة ظهير الدين بابر (باپُر) من تيمورلنك (عن طريق أبيه) وجنكيز خان (عن طريق أمه). كان منذ 1497 م أميرا على سمرقند (إمارة فرغانة). استولى سنة 1504 على كابل، ثم زحف من هناك على الهند، بعدما استعداه بعض أمراءها على حاكمهم. بعد انتصاره على اللودهيين، أصبح شاهاً (1526-1530 م) على الهند (شمال ووسط الهند). قام السلطان الصوري شر شاه يطرد ابنه همايون (1530-1556 م) سنة 1540 م إلى فارس. استطاع همايون أن يستعيد سلطته مجددا سنة 1555 م.

### مرحلة الأوج
بلغت الدولة أوجها السياسي أثناء عهد السلطان أكبر (1556-1605 م)، والذي أكمل سيطرته على كامل بلاد هندوستان (باكستان وشمال الهند) وزحف إلى الشرق حتى البنغال، ثم أدخل كل الدول الإسلامية (و غيرها) الواقعة هناك تحت سلطته. كانت سياساته تقوم على التسامح، كما حاول أن يعامل المسلمين والهنود بالتساوي، قام بتجديد نظام الإدارة في الدولة. تواصلت جهود تطوير الدولة المغولية في عهد كل من جهنگير (جهانگير) (1605-1627 م) ثم شاه جهان (1628-1658 م). تكثفت عملية التبادل التجاري مع البلدان الأوروبية (عن طريق شركة الهند الشرقية البريطانية)، وعمت الدولة حالة من الرخاء.

### المرحلة الأخيرة

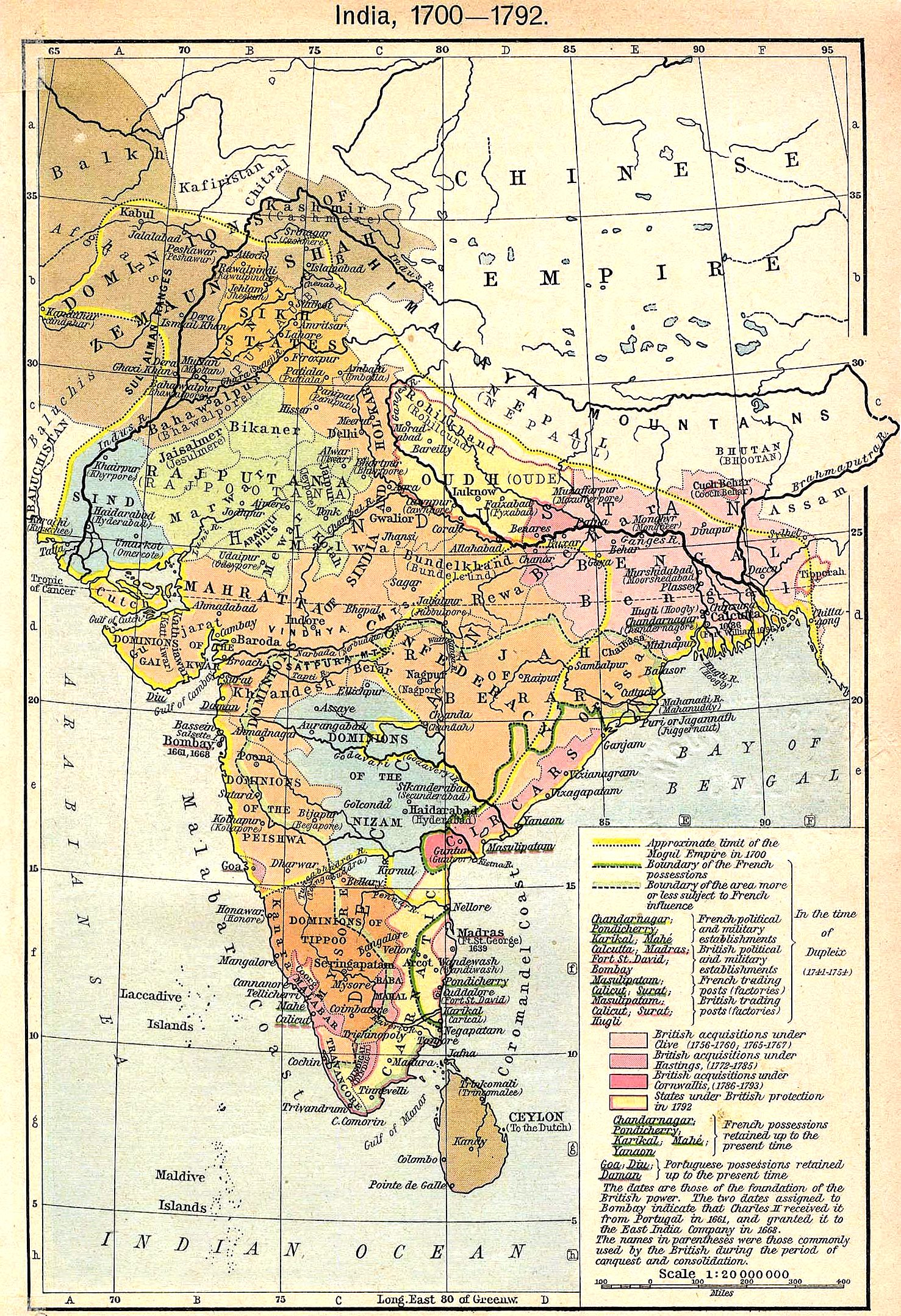
Sikh and امبراطورية ماراثا states gained territory after Mughal empire's decline. Map showing territories in 1700 and 1792

قام أورنكزيب (1658-1707 م) أحد آخر السلاطين الكبار بغزو بيجابور (جنوب الهند) سنة 1686 م، ثم كلكندة سنة 1687 م. مال أثناء حكمه إلى أخذ أصحاب الطوائف الأخرى (عدا الطائفة السنية) بالشدة على حساب سياسة المساواة بين أتباع الطوائف المختلفة. منذ القرن الـ17 م أصبحت الهند تواجه ضغوطا سياسية واقتصادية من طرف البرتغاليين أولا ثم البريطانيين. أصبح المغول بعد سنة 1707 م يتلقون الهزيمة تلو الأخرى. سنة 1739 م يقوم (نادر شاه) (شاه بلاد فارس) بالاستيلاء على دلهي. سنة 1803 م جاء دور البريطانيين للاستيلاء على الهند. تم خلع آخر السلاطين (محمد بهادر شاه) سنة 1857 م من طرف البريطانيين وأصبحت الملكة فيكتوريا تلقب باسم «إمبراطورة الهند».

## السلاطين
| السُلطان                 | الولادة        | العهد                | الوفاة         | ملاحظات |
| ----------------------- | -------------- | -------------------- | -------------- | --- |
| ظهير الدين بابر         | 23 فبراير 1483 | 1526–1530            | 26 ديسمبر 1530 | أحد أحفاد جنكيز خان من جهة والدته وتيمورلنك من جهة والده أسس الدوله بعد انتصاره في معركة بانيبت (1526) ومعركة خانوه. |
| همايون                  | 6 مارس 1508    | 1530–1540            | يناير 1556     | أغتصب سلالة سوري حكمه بقيادة شير شاه.                                                                                |
| شير شاه                 | 1472           | 1540–1545            | مايو 1545      | خلع همايون وقادة أسرة سوري.                                                                                          |
| سليم شاه السوري         | 1500           | 1545–1554            | 1554           | آخر حاكم من سلالة سوري (صوريون).                                                                                     |
| همايون                  | 6 مارس 1508    | 1555–1556            | يناير 1556     | استعاد الحكم من الصوريين بعد أن حكم من 1530-1540. وترك الحكم موحدة لابنه جلال الدين أكبر.                            |
| جلال الدين أكبر         | 14 نوفمبر 1542 | 1556–1605            | 27 أكتوبر 1605 | |
| جهانكير                 | 1569           | 1605–1627            | 1627           | |
| شاه جهان                | 5 يناير 1592   | 1627–1658            | 1666           | |
| أورنكزيب عالم كير       | 21 أكتوبر 1618 | 1658–1707            | 3 مارس 1707    | |
| بهادر شاه الأول         | 14 أكتوبر 1643 | 1707–1712            | فبراير 1712    | |
| جهان دار شاه            | 1664           | 1712–1713            | فبراير 1713    | |
| جلال الدين محمد فرخ سير | 1683           | 1713–1719            | 1719           | |
| شمس الدين رفيع الدرجات  | 1699           | 1719                 | 1719           | |
| شاه جهان الثاني         | 1696           | 1719                 | 1719           | |
| نیک سیر محمد            | 1679           | 1719                 | 1743           | |
| ظاهر الدين محمد إبراهيم | 1703           | 1720                 | 1744           | |
| ناصر الدين محمد شاه     | 1702           | 1719–1720، 1720–1748 | 1748           | |
| أحمد شاه بهادر          | 1725           | 1748–54              | 1775           | |
| عالمكير الثاني          | 1699           | 1754–1759            | 1759           | |
| شاه جهان الثالث         | 1711           | 1759                 | 1772           | |
| شاه عالم الثاني         | 1728           | 1759–1806            | 1806           | |
| أكبر شاه الثاني         | 1760           | 1806–1837            | 1837           | |
| محمد بهادر شاه          | 1775           | 1837–1857            | 1862           | |

## التأثير في شبه القارة الهندية

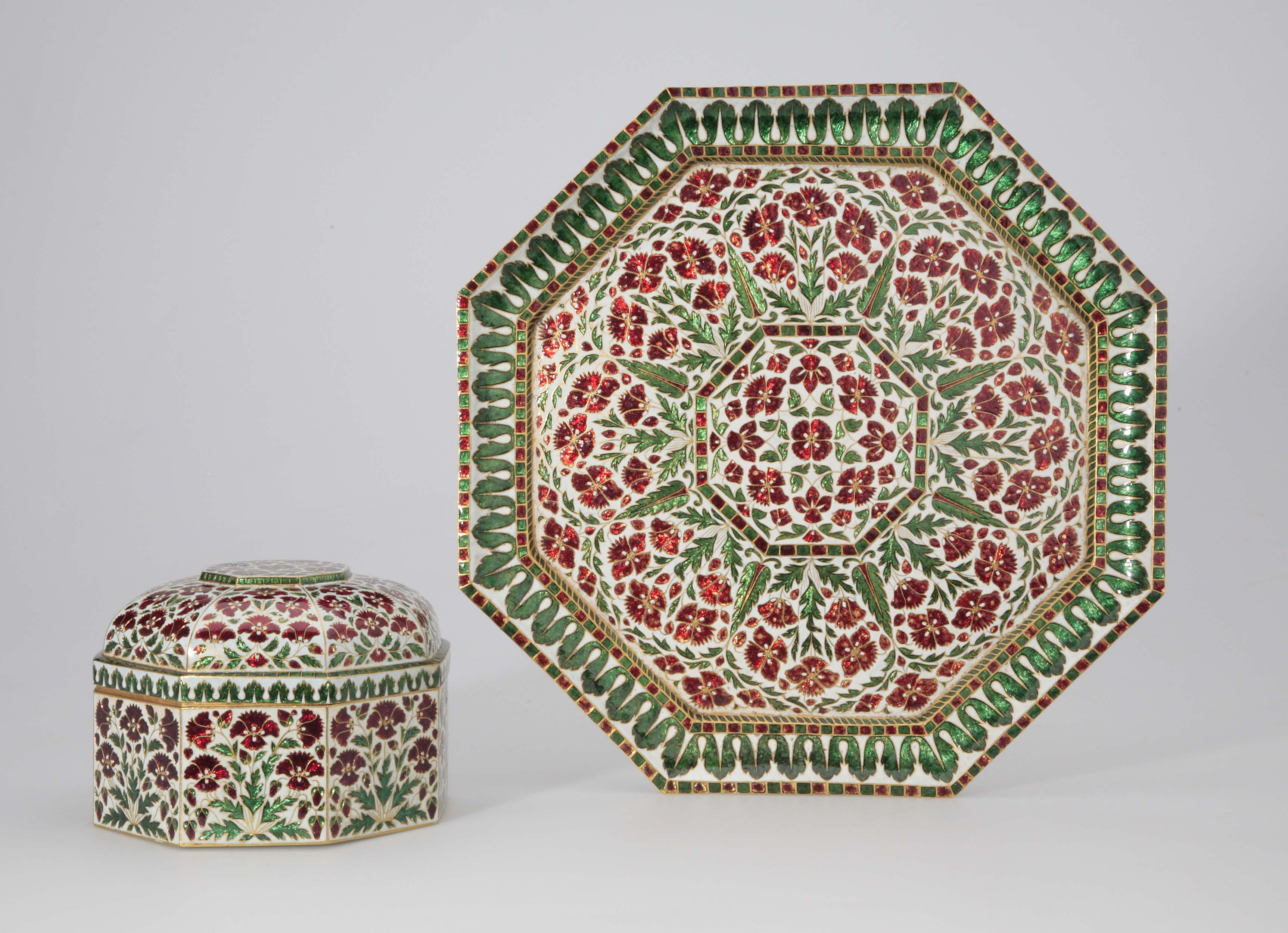
صندوق وصينية من زمن سلطنة مغول الهند محفوظة في مجموعة فنية خاصة.

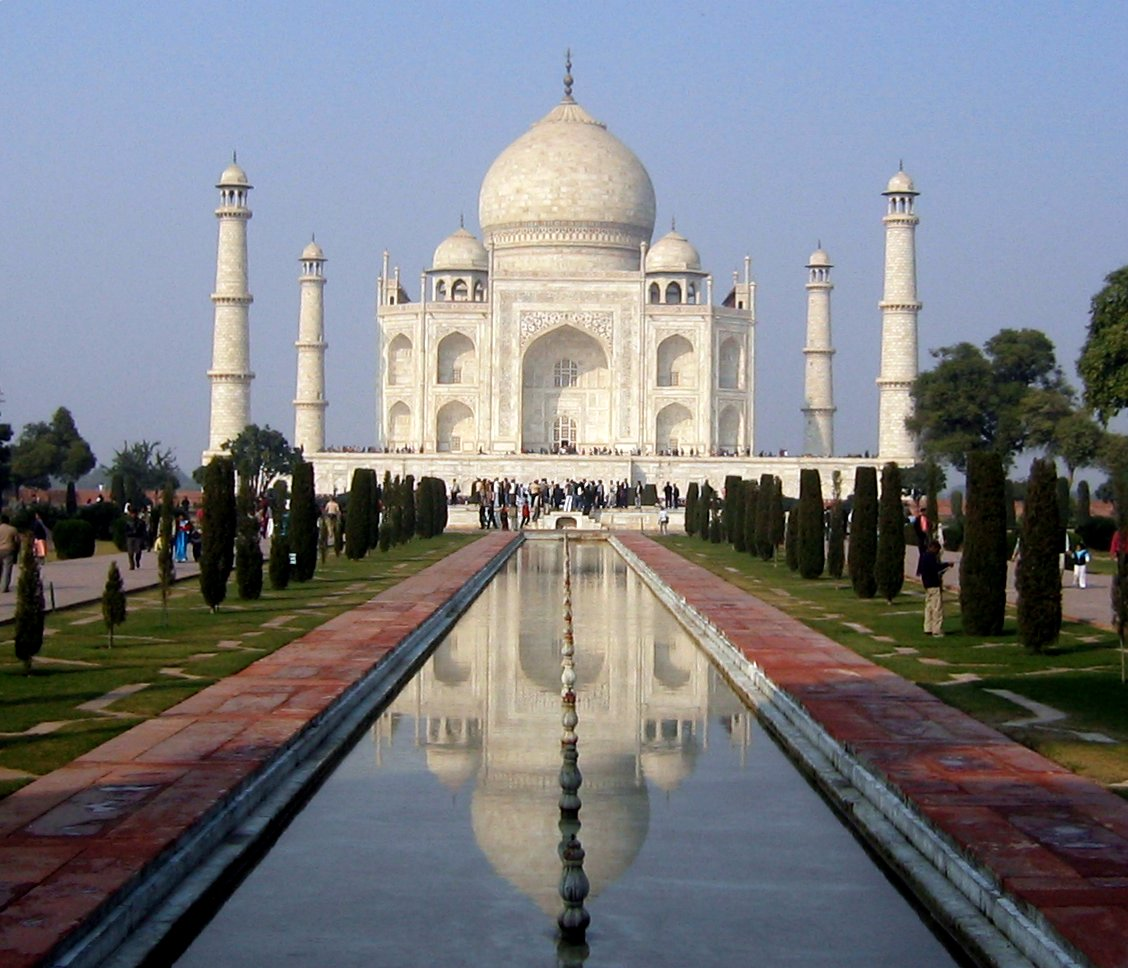
تاج محل في أغرة، الهند بناها الإمبراطور المغولي شاه جهان

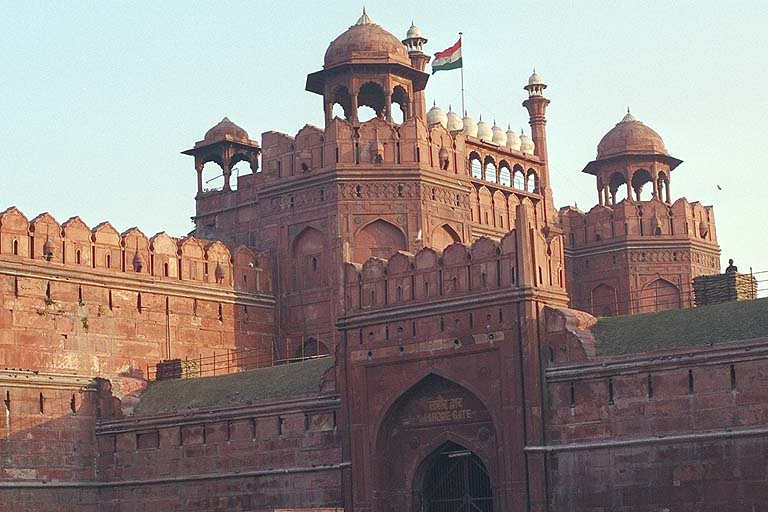
الحصن الأحمر في دلهي كان القصر الرئيسي خلال حكم شاه جهان.

### اللغة الأردية
كان من مظاهر التجاوب بين الثقافتين الهندية والإسلامية تطور اللغة الاردية التي تعد مزيجا من لغات الحاكمين والمحكومين أي من الفارسية أساسا وما تسرب إليها من ألفاظ عربية كثيرة ومصطلحات اللهجة المحلية الهندية بدأت ألفاظ كثيرة من لغات الفاتحين تتسرب إلى لهجات الهند منذ ان غزا محمود الغزنوى هذه البلاد واستقر خلفاؤه من بعده فيها

### المجتمع المغولي
ظل الاقتصاد الهندي مزدهر تحت حكم المغول كما كان، بسبب إنشاء شبكة الطرق والعملة الموحدة، جنبا إلى جنب مع توحيد البلاد. السلع الصناعية والمحاصيل الزراعية كانت تباع في جميع أنحاء العالم . وتشمل الصناعات الرئيسية بناء السفن (كانت صناعة بناء السفن الهندية متقدمة كأوروبا ويبيع الهنود أيضاً هذه السفن للشركات الأوروبية)، والمنسوجات، والفولاذ.
حافظ المغول على أسطول صغير، الذي كان يحمل الحجاج إلى مكة المكرمة، ويستورد بعض الخيول العربية إلى سورت.ديبل في السند كانت في الغالب مستقلة. حافظ المغول أيضا على السفن الشراعية النهرية داو (سفينة)، والتي تنقل الجنود على الأنهار وتحارب المتمردين. ومن بين الأدميرالات المعروفين كان هناك يحيى صالح، مناوار خان، ومحمد صالح كامبو. أيضا حمى المغول حبش جانجيرا. وكان بحارتها ذائعو الصيت غالبا ما يرحلوا إلى الصين وساحل شرق أفريقيا السواحيلية، مع بعض المواد المغولية المستهلكة في القطاع الخاص.
ازدهرت المدن والبلدات تحت حكم المغول. وعادةً ما كانت هذه المدن عبارة عن مراكز عسكرية وسياسية، وليست مراكز تصنيع أو تجارة. فقط تلك النقابات التي تنتج السلع للبيروقراطية جعلت البضائع في المدن؛ واستندت معظم الصناعة في المناطق الريفية. بنى المغول أيضا مكتبات في كل محافظة واقعة تحت سلطتهم، حيث كان يُدرّس فيها الناشئة القرآن والشريعة الإسلامية بلغاتهم مثل فتاوى الأمجيري .
كانت منطقة البنغال مزدهرة خاصةً عند وقوعها تحت حكم المغول في 1590 إلى استيلاءها والسيطرة على شركة الهند الشرقية البريطانية في 1757. معظم الثروة تم تخزينها من قبل الطبقات الراقية، أجور الأيدي العاملة كانت منخفضة. كان الرق محدود إلى حد كبير بالنسبة لخدم المنازل. بعض الطوائف الدينية أكدت بفخر المكانة العالية للعمل اليدوي.
كان النبلاء هيئة متجانسة؛ في حين كانوا يتألفوا أساسا من طبقة راجبوت الأرستقراطية وعدد من أجانب الدول الإسلامية، ويمكن للناس من جميع الطوائف والقوميات كسب اللقب من الإمبراطور. الطبقة الوسطى من التجار الأثرياء هم عدد قليل يعيشون في المدن الساحلية؛ تظاهر جزء كبير منهم بالفقر لتجنب الضرائب. كان الجزء الأكبر من الشعب فقير .ومستوى معيشتهم منخفض مثل، أو أعلى قليلا من مستوى معيشة فقراء الهنود تحت الحكم البريطاني. أياً كانت الفائدة التي جلبها البريطانيون من القنوات والصناعة الحديثة تم اضعافها بسبب ارتفاع النمو السكاني، وارتفاع الضرائب، وانهيار الصناعة التقليدية في القرن التاسع عشر.

## وصلات خارجية
- المغول